# 周馥 (西晋)
周 馥（しゅう ふく、? - 311年）は、西晋の政治家。字は祖宣。本貫は汝南郡安成県。父は安平郡太守周蕤。従弟は安東将軍周浚。従甥は周顗。

## 概要
若い頃より朋友である成公簡と並んでその名を馳せた。
朝廷に仕官すると、共に皇族へ文学を教授する立場となり、幾度も昇進を重ねて司徒左西属に任じられた。司徒王渾からはその才幹を絶賛され、彼の推薦により尚書郎に昇った。さらには司徒左長史・吏部郎に移り、精細に人才を選挙した事をもって名声を博した。後に御史中丞・侍中を歴任し、さらには徐州刺史に任じられて出鎮し、仮節・冠軍将軍を加えられた。さらにその後、再び洛陽に戻って廷尉に任じられた。
永安元年（304年）7月、東海王司馬越は恵帝を奉じて鄴を鎮守する成都王司馬穎の征討に向かったが、返り討ちに遭ってしまい、恵帝の身柄は司馬穎が確保する事となった。この時、周馥は洛陽に留まっており、司馬穎より河南尹に任じられた。その後、洛陽においては右衛将軍陳眕・上官巳らが皇太子司馬覃を奉じて権力を握るようになり、周馥は彼らより衛将軍・録尚書事に任じられたが、いずれも受けなかった。司馬覃は周馥に上官巳らと協力するよう命じたが、周馥は彼らの事を小人に過ぎないと見なしていたので、従わなかった。さらに実際に上官巳らが略奪や横暴を繰り返すようになると、密かに司隷校尉満奮と謀議して討伐を目論んだ。だが、計画は事前に発覚してしまい、周馥は上官巳らから襲撃を受けた。これにより満奮は殺害されたが、周馥はかろうじて難を逃れ、逃走する事が出来た。
同月、長安を鎮守する河間王司馬顒の配下である張方が洛陽へ侵攻し、上官巳らを破って洛陽を制圧した。これにより洛陽は司馬顒の勢力化となり、上官巳らの勢力は一掃されたので、周馥は河南尹に復職する事が出来た。11月、張方は恵帝・司馬穎（司馬穎は恵帝の身柄を抑えていたが、王浚らに敗れた事により洛陽へ逃れ、張方の庇護下にあった）を引き連れ、長安への遷都を強行した。だが、周馥は洛陽に留まり、尚書僕射荀藩・司隷校尉劉暾・太常鄭球らと共に引き続き洛陽で政治を執り行った。これにより、政治機能は二つに分裂し、洛陽朝廷は「東台」と呼ばれ、長安朝廷は「西台」と呼ばれるようになった。
永興2年（305年）11月、司馬顒は偽の詔を発し、皇后羊献容が政治に利用されているという理由で自殺を命じた。尚書田淑は洛陽政府にこの命令を伝えたが、周馥は劉暾らと共にこれに反対して命に従わなかったので、司馬顒はこれに怒って洛陽に残していた側近の呂朗に劉暾逮捕を命じたが、周馥には被害は及ばなかった。
永興3年（306年）1月、司馬越が司馬顒の手から洛陽を奪還すると、周馥は中領軍に任じられたが、任官する前に司隷校尉に移り、散騎常侍を加えられた。さらに、仮節・都督諸軍事に任じられ、澠池に駐屯した。
同年（光熙元年）8月、司馬越らは司馬顒の本拠地の長安を攻略し、恵帝を取り戻して洛陽に迎え入れた。後に周馥は平東将軍・都督揚州諸軍事に任じられ、さらに劉準に代わって鎮東将軍に昇進して寿春に駐屯した。
永興2年（305年）末より、江南では右将軍陳敏が反乱を起こしていたが、周馥は周玘らと協力して反乱鎮圧に当たり、永嘉元年（307年）2月までに平定した。3月、周馥は陳敏の首を洛陽に送り届けると、功績により永寧伯に封じられた。
周馥は世を救う志を抱き、常に朝廷の歪みを正したいと考えており、その忠節は甚だ篤かった。司馬越は政敵である司馬顒・司馬穎一派を排斥して以降、朝廷で大権を有するようになり、臣下にあるまじき振る舞いをとっていた。周馥はこの事を大々的に批判したので、司馬越は彼を恐れ憚り、警戒するようになった。
永嘉4年（310年）、漢（後の前趙）の勢力は日増しに強大化しており、洛陽へも迫らんとしていた。11月、周馥は長史呉思・司馬殷識と共に朝廷へ上表し、寿春への遷都して危難を避ける事を勧めたが、司馬越は自分に話を通さずに勝手に上表した事に激怒し、周馥に洛陽へ参集するよう命を下した。だが、周馥はこれを司馬越の陰謀であると解っていたので出発を拒絶し、同じく召喚命令を受けていた淮南郡太守裴碩のみを洛陽に向かわせた。だが、突如として裴碩は周馥が越権行為を繰り返していると訴え、司馬越より周馥討伐の密旨を受けたと詐称し、周馥を攻撃した。周馥はこれを返り討ちにしたものの、裴碩は撤退して東城を守ると、建業を守る琅邪王司馬睿（後の元帝）に救援を請じた。
永嘉5年（311年）1月、司馬睿もまた周馥が反乱を起こしたと判断し、要請に応じて揚威将軍甘卓・建威将軍郭逸に周馥の守る寿春を攻撃させた。さらに、安豊郡太守孫恵もまた兵を率いてこれに呼応し、配下の謝摛には周馥討伐の檄文を作らせた。謝摛は元々周馥の部下であった人物なので、周馥はこの檄文を見て「必ずや謝摛の言葉に間違いない」と確信し、かつての部下からの糾弾に涙を流した。謝摛もまたこの事を聞き、檄文の草案を破棄したという。周馥はこれを10日間に渡って甘卓らの攻勢を堅守したものの、遂に敗れてしまい、項県へ逃走した。だが、新蔡王司馬確により拘留されてしまう事となり、周馥は憂憤により発病し、やがてこの世を去ったという。
後に華譚は周馥の名誉回復を訴え、司馬睿より一定の理解を得ている。

## 子
- 周密 - 字は泰玄。清虚にして簡省な性質であり、当時の人より清士であると称賛を受けた。位は尚書郎まで至った。
- 周矯 - 字は正玄。兄と同じく才幹があったという。